# 土佐昭和駅
土佐昭和駅（とさしょうわえき）は、高知県高岡郡四万十町昭和にある四国旅客鉄道（JR四国）予土線の駅である。駅番号はG31。
同じ四万十町内の北琴平町・大正にある高校へと通う学生が主な利用者であるが、夏場は観光客の利用者もある。

## 歴史
- 1974年（昭和49年）3月1日：日本国有鉄道の駅として開業[1]。駅員無配置駅[2]。
- 1987年（昭和62年）4月1日：国鉄分割民営化により四国旅客鉄道に承継[1]。

## 駅構造
単式ホーム1面1線を有する地上駅である。現在は完全無人駅だが、かつては簡易委託駅で駅前の「昭和観光案内所」で切符の販売を受託していた。

## 利用状況
1日の平均乗降人員は以下の通りである。
| 1日乗降人員推移 | 1日乗降人員推移 |
| 年度            | 1日平均人数     |
| --------------- | --------------- |
| 2011年          | 20              |
| 2012年          | 26              |
| 2013年          | 26              |
| 2014年          | 24              |
| 2015年          | 20              |
| 2016年          | 14              |
| 2017年          | 6               |
| 2018年          | 2               |

## 駅周辺

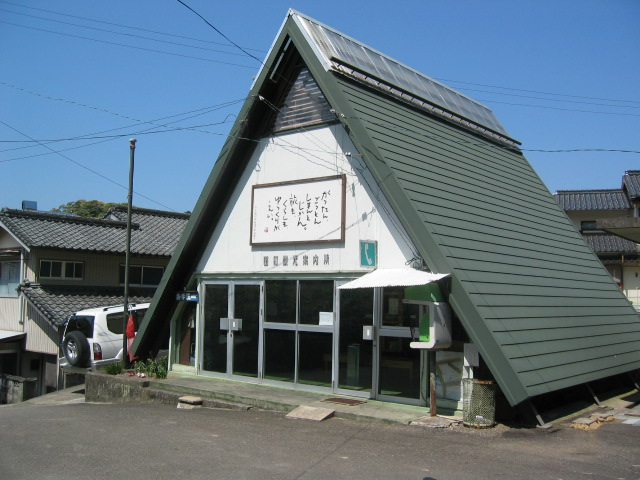
昭和観光案内所（2006年5月）

- ふるさと交流センター（キャンプ場）
- 土佐昭和郵便局
- 四万十町立昭和中学校
- 四万十町立昭和小学校
- 国道381号
- 四万十川

## バス路線
「昭和本」停留所にて、以下の路線が発着する。
- 四万十交通[5]
  - 道の駅とおわ ※日祝・元日運休

- 四万十町コミュニティバス[6]
  - 戸口・戸川線 ※月曜運転
  - 地吉線 ※火曜運転
  - 北の川・広井線 ※水曜運転
  - 野々川線 ※木曜運転
  - 小野線 ※木曜運転
  - 古城線 ※金曜運転
  - 大道線 ※金曜運転

## 隣の駅
四国旅客鉄道（JR四国）
■予土線
土佐大正駅 (G30) - 土佐昭和駅 (G31) - 十川駅 (G32)